# Pimpla tafiae
Pimpla tafiae là một loài tò vò trong họ Ichneumonidae.